# Gabriela Svobodová
Gabriela Svobodová, född 27 februari 1953, är en tjeckisk före detta längdskidåkare som tävlade under 1980-talet. Hon har en silvermedalj i stafett från OS i Sarajevo 1984.